# 陳沛妍
陳沛妍（英語：Jacqueline Chan，2003年—），香港女演員，曾被薛家燕安排成為Honey Bees成員，參演《我的特工爺爺》及《平安谷之詭谷傳說》。